# Rohilla

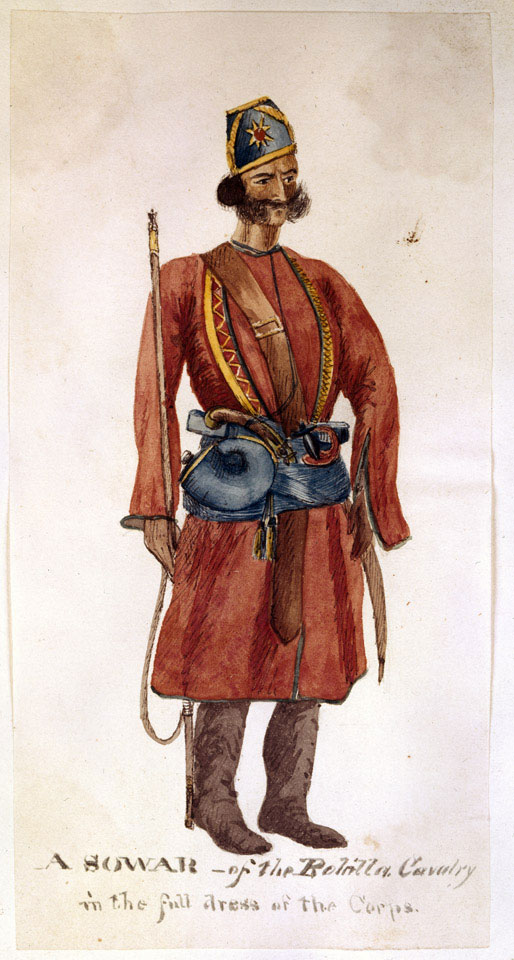
Un Sowar de la cavalerie Rohilla en grande tenue du Corps

Les Rohillas (littéralement les montagnards) sont un clan afghan d'origine pachtoune, historiquement établi au nord de la plaine gangétique en Inde.
Ils émigrèrent de la province de Kaboul en nombre considérable, et vinrent s'établir à la fin du XVIIe siècle dans la partie septentrionale de l'Uttar Pradesh, entre le Gange et la Ghâghra. Ils dominèrent longtemps ce pays, s'y concentrant de manière à ce que celui-ci prenne leur nom, le Rohilkhand ou « Pays des Rohillas ». 
Le nabab d'Awadh, allié aux Anglais, le leur enleva dans la dernière moitié du XVIIIe siècle. L'empire britannique devient maître du Rohilkhand en 1801 après la victoire de l'Empire marathe sur les Rohilla en 1774. Une subsistance sera néanmoins accordé avec la fondation de l'État princier de Rampur.
À partir du XIXe siècle, ils adoptent progressivement la culture nord-indienne et la langue ourdoue, s'y assimilant en tant que pathan (pachtoune). Un trait particulièrement développé chez les communautés qui quittèrent le Rohilkhand au profit des centres urbains du nord de l'Inde (Delhi, Lucknow, etc.). À cette période, une diaspora rohilla prend également forme dans les Caraïbes, établie parmi les engagés indiens au Suriname, en Guyana et à Trinité-et-Tobago.
Durant la Partition des Indes en 1947, une communauté d'émigrés rohillas quitteront la région pour se fondre parmi les mohadjirs du Pakistan actuel. Néanmoins, l'ancien territoire du Rohilkhand, comprenant notamment Bareilly, Moradabad, Bijnor et Rampur, se distingue encore aujourd'hui dans l'Uttar Pradesh pour ses particularismes culturels et religieux.

## Source
- (en) Cet article est partiellement ou en totalité issu de l’article de Wikipédia en anglais intitulé « Rohillas » (voir la liste des auteurs).

Marie-Nicolas Bouillet  et Alexis Chassang (dir.), « Rohilla » dans Dictionnaire universel d’histoire et de géographie, 1878 (lire sur Wikisource)